# 陳恩賜
陳恩賜（1936年—），香港人、中國國民黨黨員，曾任中華民國第一屆（英屬香港地區）僑選立法委員。他曾長期擔任香港親台工會港九工團聯合總會副秘書長及秘書長，因此關係他自1986年起擔任中華民國增額僑選立法委員，前後長達六年。
陳恩賜為香港殖民地時期著名工人領袖之一，本身為九龍巴士司機，長期擔任工團旗下的港九汽車司機總工會理事長，亦曾出任香港政府和中華人民共和國香港特別行政區政府勞資顧問委員會委員。原工團總會在香港立法機關的代表彭震海因年邁退休，陳恩賜在1998年香港立法會選舉，曾出選勞工界別功能組別選舉，惟在泛民主派香港職工會聯盟拒絕參與功能組別投票及左派工會杯葛下，僅得99票落敗。事後，陳恩賜亦在工團成員梁雪芳等人批評攻訐下，黯然離開勞工界。

## 外部連結
- 立法院委員名單 （页面存档备份，存于）
- 1998年香港立法會選舉結果 （页面存档备份，存于）
- 1998年香港立法會選舉候選人介紹